# Tracy Murray
Tracy Lamonte Murray (Los Ángeles, California; 25 de julio de 1971) es un exjugador y entrenador  de baloncesto estadounidense que disputó 12 temporadas en la NBA en seis equipos diferentes, terminando su carrera profesional en Grecia y Francia. Es primo de los exjugadores de la NBA Lamond Murray y Allan Houston. Con 2,01 metros de estatura, jugaba en la posición de alero.

## Trayectoria como jugador

### Universidad
Procedente del Glendora High School en California, donde promedió 44,3 puntos en su último año y finalizó su carrera en el instituto con 3053 puntos; asistió a la Universidad de California, Los Ángeles durante tres años. Con los Bruins promedió 18,3 puntos, 6,4 rebotes y 1,5 asistencias en 98 partidos, dejando la NCAA como el quinto máximo anotador en la historia de la universidad. En su año júnior fue incluido en el mejor quinteto de la Pac 10 Conference con 21,4 puntos y 7 rebotes por partido, y lideró la conferencia en porcentaje de triples con un 50%. También formó parte del mejor quinteto de la Pac-10 en su segundo año tras firmar 21,2 puntos y 6,7 rebotes en 33 encuentros.

### Profesional
Fue seleccionado en la 18.ª posición del Draft de la NBA de 1992 por San Antonio Spurs. Poco después fue traspasado por partida doble, primero a Milwaukee Bucks por Dale Ellis, y posteriormente a Portland Trail Blazers a cambio de Alaa Abdelnaby. Pasó sus dos primeras temporadas y media en los Blazers,  antes de ser enviado el 14 de febrero de 1995 a Houston Rockets, donde fue campeón de la NBA en esa misma temporada; junto con Clyde Drexler a cambio de Otis Thorpe, los derechos del argentino Marcelo Nicola y una elección de draft de 1995. Finalizó la temporada en los Rockets disputando 25 partidos y promediando 3,5 puntos. El 1 de noviembre de 1995 firmó un contrato con Toronto Raptors, nueva franquicia en la NBA, y completó su mejor campaña en la liga aportando 16,3 puntos y 4,3 rebotes en 82 partidos, 37 de ellos como titular.
En verano de 1996 fichó como agente libre por Washington Bullets por siete años a razón de 19 millones de dólares. En su primer año en los Bullets participó por primera vez en los playoffs desde su segunda campaña en la liga. En los tres partidos del equipo en postemporada promedió 18,3 puntos y 3 rebotes por encuentro. El 10 de febrero de 1998 anotó 50 puntos ante Golden State Warriors, siendo uno de los seis jugadores de la franquicia que han llegado hasta tal cifra en un partido, entre los que se incluyen Michael Jordan y Gilbert Arenas. 
Tras cuatro años en Washington fue traspasado a Denver Nuggets a cambio de Popeye Jones y una futura segunda ronda de draft. Tras jugar 13 encuentros con los Nuggets en la temporada 2000-01, formó parte de un intercambio que le enviaba de nuevo a los Raptors el 12 de enero de 2001, hasta final de temporada y otra más, hasta que en verano de 2002 fue traspasado a Los Angeles Lakers junto con los derechos de Kareem Rush por Lindsey Hunter y los derechos de Chris Jefferies. 
En los Lakers solo militó una campaña y tras un breve segundo paso por los Blazers, fichó en 2004 por el Panathinaikos BC griego y al año siguiente se marchó al PAOK Salónica BC. Tras un último año en el Élan Sportif Chalonnais de Francia (donde ganó el concurso de triples del All-Star Game de la LNB en 2006), se retiró del baloncesto profesional.

### Selección nacional
Formó parte del seleccionado estadounidense que obtuvo la medalla de bronce en el torneo de baloncesto masculino de los Juegos Panamericanos de 1991.

### Entrenador
Tras dejar de jugar profesionalmente, fue asistente de entrenador en varios equipos: el Bakersfield Jam de la NBA D-League entre 2007 y 2009, el Tulsa Shock de la WNBA en 2011 y Los Angeles Lakers de la NBA en 2015.

## Estadísticas de su carrera en la NBA

### Temporada regular
| Temp.   | Edad | Equipo      | Liga | P   | TIT | MIN  | TC  | TCA  | %TC  | 3P  | 3PA | %3P  | TL  | TLA | %TL  | R.OF. | R.DEF. | REB | ASIS | ROB | TAP | PER | FP  | PTS  |
| 1992-93 | 21   | Portland    | NBA  | 48  | 14  | 10.3 | 2.3 | 5.4  | .415 | 0.4 | 1.5 | .300 | 0.7 | 0.8 | .875 | 0.8   | 0.9    | 1.7 | 0.2  | 0.2 | 0.1 | 0.6 | 1.2 | 5.7  |
| 1993-94 | 22   | Portland    | NBA  | 66  | 1   | 12.4 | 2.5 | 5.4  | .470 | 0.8 | 1.7 | .459 | 0.8 | 1.1 | .694 | 0.7   | 1.0    | 1.7 | 0.5  | 0.3 | 0.3 | 0.6 | 1.2 | 6.6  |
| 1994-95 | 23   | TOTAL       | NBA  | 54  | 3   | 9.6  | 1.8 | 4.3  | .408 | 0.6 | 1.6 | .407 | 0.6 | 0.8 | .786 | 0.4   | 0.7    | 1.1 | 0.4  | 0.3 | 0.1 | 0.6 | 1.4 | 4.8  |
| 1994-95 | 23   | Portland    | NBA  | 29  | 3   | 10.8 | 2.2 | 5.3  | .412 | 0.6 | 1.4 | .390 | 1.0 | 1.2 | .824 | 0.6   | 0.7    | 1.3 | 0.5  | 0.2 | 0.0 | 0.7 | 1.4 | 5.9  |
| 1994-95 | 23   | Houston     | NBA  | 25  | 0   | 8.1  | 1.3 | 3.2  | .400 | 0.8 | 1.8 | .422 | 0.2 | 0.3 | .625 | 0.1   | 0.8    | 0.9 | 0.2  | 0.3 | 0.1 | 0.6 | 1.2 | 3.5  |
| 1995-96 | 24   | Toronto     | NBA  | 82  | 37  | 30.0 | 6.0 | 13.3 | .454 | 1.8 | 4.4 | .422 | 2.2 | 2.7 | .831 | 1.4   | 2.9    | 4.3 | 1.6  | 1.1 | 0.5 | 1.6 | 2.5 | 16.2 |
| 1996-97 | 25   | Washington  | NBA  | 82  | 1   | 22.1 | 3.5 | 8.3  | .425 | 1.3 | 3.7 | .353 | 1.6 | 2.0 | .839 | 1.0   | 2.1    | 3.1 | 1.0  | 0.8 | 0.2 | 1.0 | 1.8 | 10.0 |
| 1997-98 | 26   | Washington  | NBA  | 82  | 12  | 27.2 | 5.5 | 12.3 | .446 | 1.9 | 4.9 | .392 | 2.2 | 2.5 | .871 | 0.9   | 2.5    | 3.4 | 1.0  | 0.8 | 0.3 | 1.2 | 2.0 | 15.1 |
| 1998-99 | 27   | Washington  | NBA  | 36  | 0   | 18.1 | 2.3 | 6.6  | .350 | 0.9 | 2.9 | .320 | 0.9 | 1.2 | .810 | 0.5   | 1.8    | 2.3 | 0.8  | 0.6 | 0.2 | 0.8 | 1.8 | 6.5  |
| 1999-00 | 28   | Washington  | NBA  | 80  | 8   | 22.9 | 3.6 | 8.4  | .433 | 1.4 | 3.3 | .430 | 1.5 | 1.8 | .851 | 0.8   | 2.6    | 3.4 | 0.9  | 0.6 | 0.3 | 1.1 | 2.3 | 10.2 |
| 2000-01 | 29   | TOTAL       | NBA  | 51  | 1   | 11.5 | 1.8 | 4.9  | .379 | 0.7 | 2.0 | .350 | 0.6 | 0.8 | .786 | 0.4   | 1.2    | 1.6 | 0.5  | 0.2 | 0.1 | 0.5 | 1.0 | 5.0  |
| 2000-01 | 29   | Denver      | NBA  | 13  | 0   | 10.4 | 1.3 | 4.2  | .309 | 0.5 | 1.8 | .304 | 0.7 | 0.8 | .900 | 0.3   | 1.4    | 1.7 | 0.7  | 0.3 | 0.1 | 0.5 | 0.6 | 3.8  |
| 2000-01 | 29   | Toronto     | NBA  | 38  | 1   | 11.9 | 2.0 | 5.1  | .399 | 0.8 | 2.1 | .363 | 0.6 | 0.8 | .750 | 0.5   | 1.1    | 1.6 | 0.4  | 0.2 | 0.2 | 0.5 | 1.2 | 5.4  |
| 2001-02 | 30   | Toronto     | NBA  | 40  | 3   | 11.8 | 2.1 | 5.2  | .411 | 1.0 | 2.6 | .385 | 0.4 | 0.5 | .810 | 0.5   | 0.9    | 1.3 | 0.5  | 0.3 | 0.2 | 0.6 | 1.0 | 5.7  |
| 2002-03 | 31   | L.A. Lakers | NBA  | 30  | 0   | 6.4  | 0.8 | 2.4  | .324 | 0.3 | 1.3 | .211 | 0.2 | 0.3 | .778 | 0.2   | 0.6    | 0.8 | 0.4  | 0.2 | 0.1 | 0.5 | 0.7 | 2.0  |
| 2003-04 | 32   | Portland    | NBA  | 7   | 0   | 5.0  | 0.4 | 1.7  | .250 | 0.3 | 0.7 | .400 | 0.0 | 0.1 | .000 | 0.4   | 0.3    | 0.7 | 0.1  | 0.1 | 0.0 | 0.3 | 0.4 | 1.1  |
| Total   |      |             | NBA  | 658 | 80  | 18.4 | 3.3 | 7.7  | .430 | 1.1 | 3.0 | .388 | 1.3 | 1.5 | .829 | 0.8   | 1.7    | 2.5 | 0.8  | 0.5 | 0.2 | 0.9 | 1.7 | 9.0  |

### Playoffs
| Temp.   | Edad | Equipo     | Liga | P | MIN | TCA | TC | 3PA | 3P | TLA | TL | R.OF. | REB | ASIS | ROB | TAP | PER | FP | PTS | %TC  | %3P  | %FT  | MIN  | PTS  | REB | AST |
| 1993-94 | 22   | Portland   | NBA  | 2 | 11  | 3   | 6  | 0   | 1  | 0   | 0  | 3     | 3   | 1    | 1   | 0   | 0   | 3  | 6   | .500 | .000 |      | 5.5  | 3.0  | 1.5 | 0.5 |
| 1996-97 | 25   | Washington | NBA  | 3 | 87  | 17  | 30 | 5   | 10 | 16  | 17 | 3     | 9   | 2    | 4   | 2   | 0   | 10 | 55  | .567 | .500 | .941 | 29.0 | 18.3 | 3.0 | 0.7 |
| 2000-01 | 29   | Toronto    | NBA  | 2 | 5   | 1   | 3  | 0   | 2  | 0   | 0  | 0     | 0   | 0    | 1   | 0   | 2   | 1  | 2   | .333 | .000 |      | 2.5  | 1.0  | 0.0 | 0.0 |
| Total   |      |            | NBA  | 7 | 103 | 21  | 39 | 5   | 13 | 16  | 17 | 6     | 12  | 3    | 6   | 2   | 2   | 14 | 63  | .538 | .385 | .941 | 14.7 | 9.0  | 1.7 | 0.4 |